# Kabinett Tirard I

Pierre Tirard war zwischen 1887 und 1888 Premierminister Frankreichs

Das erste Kabinett Tirard war eine Regierung der Dritten Französischen Republik. Es wurde am 12. Dezember 1887 von Premierminister (Président du Conseil) Pierre Tirard gebildet und löste das Kabinett Rouvier I ab. Es blieb bis zum 30. März 1888 im Amt und wurde daraufhin vom Kabinett Floquet abgelöst.
Im Kabinett waren neben unabhängigen Republikanern Vertreter der Union des gauches – diese wiederum aufgespalten in Républicains progressistes (RP), Union démocratique (UD) und Union républicaine (UR) –, der Gauche républicaine (GReps) und der Gauche radicale (GR) vertreten.

## Kabinett
Dem Kabinett gehörten folgende Minister an:
| Amt                                                              | Name                                         | Gruppe | Beginn der Amtszeit              | Ende der Amtszeit            |
| ---------------------------------------------------------------- | -------------------------------------------- | ------ | -------------------------------- | ---------------------------- |
| Premierminister                                                  | Pierre Tirard                                | GReps  | 12. Dezember 1887                | 3. April 1888                |
| Finanzminister                                                   | Pierre Tirard                                | GReps  | 12. Dezember 1887                | 3. April 1888                |
| Siegelbewahrer und Justizminister                                | Armand Fallières                             | UD     | 12. Dezember 1887                | 3. April 1888                |
| Außenminister                                                    | Émile Flourens                               |        | 12. Dezember 1887                | 3. April 1888                |
| Kriegsminister                                                   | François Auguste Logerot                     |        | 12. Dezember 1887                | 3. April 1888                |
| Minister für Marine und Kolonien                                 | François de Mahy Jules François Émile Krantz | UD     | 12. Dezember 1887 5. Januar 1888 | 5. Januar 1888 3. April 1888 |
| Innenminister                                                    | Ferdinand Sarrien                            | UD     | 12. Dezember 1887                | 3. April 1888                |
| Minister für öffentlichen Unterricht, Religion und schöne Künste | Léopold Faye                                 | UD     | 12. Dezember 1887                | 3. April 1888                |
| Landwirtschaftsminister                                          | Jules Viette                                 | RP     | 12. Dezember 1887                | 3. April 1888                |
| Minister für Handel und Industrie                                | Lucien Dautresme                             | RP     | 12. Dezember 1887                | 3. April 1888                |
| Minister für öffentliche Arbeiten                                | Émile Loubet                                 | GReps  | 12. Dezember 1887                | 3. April 1888                |

### Unterstaatssekretäre
Dem Kabinett gehörten folgende Sous-secrétaires d’État an:
| Amt                             | Name                           | Gruppe | Beginn der Amtszeit             | Ende der Amtszeit              |
| ------------------------------- | ------------------------------ | ------ | ------------------------------- | ------------------------------ |
| Marine- und Kolonialministerium | Félix Faure Amédée de La Porte | UR GR  | 5. Januar 1888 19. Februar 1888 | 19. Februar 1888 3. April 1888 |

## Historische Einordnung
Pierre Tirard war nach der Ordensaffäre nicht die erste Wahl des neuen Präsidenten Sadi Carnot gewesen. Als wichtigste Maßnahme der Regierung gilt, dass General Georges Boulanger in den Ruhestand versetzt wurde, was seine Wählbarkeit für die Abgeordnetenkammer erlaubte. Tirard musste zurücktreten, nachdem er sich gegen einen Antrag zur Änderung der Verfassung gestellt hatte.
Ab Ende Februar 1888 kam es zwischen Frankreich und Italien zu einer Handelsauseinandersetzung, in der gegenseitig die Zölle erhöht wurden. Im März 1888 wurden die zu den Gesellschaftsinseln gehörigen Inseln unter dem Winde als Teil von Französisch-Polynesien französisches Protektorat. In der Folge der Entscheidung Tirards zur Wählbarkeit Boulangers wurden ab März 1888 Unterstützungskomitees für Boulanger gegründet, denen unter anderem Paul Déroulède, Henri Rochefort und Alfred Naquet angehörten.